# Нордешти
Нордешти (порт. Nordeste; [ nɔɾ'dɛʃt(ɨ)]) — посёлок городского типа в Португалии, центр одноимённого муниципалитета в составе автономного региона Азорские острова. Расположен на острове Сан-Мигел. Численность населения — 5,5 тыс. жителей (муниципалитет) на 2004 год. Занимает площадь 101,51 км².
Праздник города — 18 июля.

## Расположение
| mapas.sapo.pt Архивная копия от 19 апреля 2008 на Wayback Machine |

Посёлок расположен в 46 км на восток от адм. центра округа города Понта-Делгада на восточном берегу острова Сан-Мигел.
Муниципалитет граничит:
- на севере — Атлантический океан
- на востоке — Атлантический океан
- на юге — муниципалитет Вила-да-Повуасан
- на западе — муниципалитет Рибейра-Гранде

## История
Посёлок основан в 1514 году.

## Население
| Численность населения муниципалитета по годам | Численность населения муниципалитета по годам | Численность населения муниципалитета по годам | Численность населения муниципалитета по годам | Численность населения муниципалитета по годам | Численность населения муниципалитета по годам | Численность населения муниципалитета по годам | Численность населения муниципалитета по годам |
| --------------------------------------------- | --------------------------------------------- | --------------------------------------------- | --------------------------------------------- | --------------------------------------------- | --------------------------------------------- | --------------------------------------------- | --------------------------------------------- |
| 1849                                          | 1900                                          | 1930                                          | 1960                                          | 1981                                          | 1991                                          | 2001                                          | 2004                                          |
| 5447                                          | 10 031                                        | 10 006                                        | 11 180                                        | 6803                                          | 5490                                          | 5291                                          | 5254                                          |

## Состав муниципалитета
В муниципалитет входят следующие районы:
1. Ашада
2. Ашадинья
3. Алгарвия
4. Ломба-да-Фазенда
5. Нордеште
6. Салга
7. Сантана
8. Санту-Антониу-де-Нордештинью
9. Сан-Педру-де-Нордештинью